# Bernhard Hahn
Bernhard Hahn (* 10. August 2000) ist ein österreichischer Fußballspieler.

## Karriere
Hahn begann seine Karriere beim SC Admira Gföhl in Gföhl in Niederösterreich. Zur Saison 2013/14 wechselte er zum SV Horn. Zur Saison 2014/15 wechselte er in die AKA St. Pölten, in der er bis 2018 sämtliche Altersstufen durchlief. Ab Februar 2018 kam er dann auch für die Kampfmannschaft seines Jugendklubs Admira Gföhl zum Einsatz. Insgesamt kam er für Gföhl zu 30 Einsätzen in der sechstklassigen Gebietsliga, in denen er acht Mal traf.
Zur Saison 2019/20 wechselte Hahn zum viertklassigen SC Zwettl. Für Zwettl spielte er in zweieinhalb Jahren 32 Mal in der Landesliga. Im Jänner 2022 schloss sich der Mittelfeldspieler dem Regionalligisten SV Leobendorf an. Für die Leobendorfer kam er zu 37 Einsätzen in der Regionalliga, in denen er acht Tore erzielte.
Zur Saison 2023/24 kehrte Hahn zum Zweitligisten SV Horn zurück, für den er bereits in seiner Jugend gespielt hatte. Sein Debüt in der 2. Liga gab er im Juli 2023, als er am ersten Spieltag jener Saison gegen den DSV Leoben in der 80. Minute für Florian Fischerauer eingewechselt wurde. Insgesamt kam er für Horn zu 20 Zweitligaeinsätzen. Zur Saison 2024/25 kehrte er nach Leobendorf zurück.